# Премия Эрнста фон Сименса
Премия Эрнста фон Сименса (нем. Ernst von Siemens Musikpreis — Музыкальная премия Эрнста фон Сименса) — премия в области академической музыки, неофициально — Нобелевская премия для музыкантов. Размер премии около 250 000 евро. Присуждается композиторам, исполнителям и музыковедам ежегодно с 1974 года Баварской академией изящных искусств по поручению фонда Э. фон Сименса (основан в 1972). С 1990 года перспективным композиторам присуждаются также 2-3 (меньшего размера, чем главная премия) поощрительные премии (нем. Förderpreise).

## Лауреаты
- 1974 Бенджамин Бриттен (1913—1976)
- 1975 Оливье Мессиан (1908—1992)
- 1976 Мстислав Ростропович (1927—2007)
- 1977 Герберт фон Караян (1908—1989)
- 1978 Рудольф Серкин (1903—1991)
- 1979 Пьер Булез (1925—2016)
- 1980 Дитрих Фишер-Дискау (1925—2012)
- 1981 Эллиотт Картер (1908—2012)
- 1982 Гидон Кремер (род. 1947)
- 1983 Витольд Лютославский
- 1984 Иегуди Менухин
- 1985 Андрес Сеговия
- 1986 Карлхайнц Штокхаузен
- 1987 Леонард Бернстайн
- 1988 Петер Шрайер
- 1989 Лучано Берио
- 1990 Ханс Вернер Хенце
- 1991 Хайнц Холлигер
- 1992 Ховард Чандлер Роббинс Лэндон
- 1993 Дьёрдь Лигети
- 1994 Клаудио Аббадо
- 1995 Харрисон Бёртуистл
- 1996 Маурицио Поллини
- 1997 Хельмут Лахенман
- 1998 Дьёрдь Куртаг
- 1999 Квартет Ардитти
- 2000 Маурисио Кагель
- 2001 Райнхольд Бринкман
- 2002 Николаус Арнонкур
- 2003 Вольфганг Рим
- 2004 Альфред Брендель
- 2005 Анри Дютийё
- 2006 Даниэль Баренбойм
- 2007 Брайан Фернихоу
- 2008 Анне-Софи Муттер[1]
- 2009 Клаус Хубер
- 2010 Михаэль Гилен
- 2011 Ариберт Райман
- 2012 Фридрих Церха
- 2013 Марис Янсонс (1943—2019)
- 2014 Петер Гюльке[нем.]
- 2015 Кристоф Эшенбах (род. 1940)
- 2016 Пер Нёргор (1932—2025)
- 2017 Пьер-Лоран Эмар (род. 1957)
- 2018 Беат Фуррер (род. 1954)
- 2019 Ребекка Сондерс (род. 1967)
- 2020 Табеа Циммерман (род. 1966)
- 2021 Жорж Апергис (род. 1945)
- 2022 Ольга Нойвирт (род. 1968)
- 2023 сэр Джордж Бенджамин (род. 1960)
- 2024 Чин Ынсук (род. 1961)
- 2025 сэр Саймон Рэттл (род. 1955)

## Поощрительные премии
- 1990 Микаэль Жаррель, George Lopez
- 1991 Herbert Willi, ансамбль Авангард
- 1992 Беат Фуррер, Benedict Mason
- 1993 Sylvia Fomina, Param Vir
- 1994 Ханс-Юрген фон Бозе, Марк-Андре Дальбави, Лука Франческони
- 1995 Герд Кюр, Филипп Юрель
- 1996 Volker Nickel, Ребекка Саундерс
- 1997 Moritz Eggert, Маурисио Сотело
- 1998 Антуан Бонне, Клаус-Штеффен Манкопф[англ.]
- 1999 Томас Адес, Ольга Нойвирт
- 2000 Hanspeter Kyburz, Augusta Read Thomas, Andrea Lorenzo Scartazzini
- 2001 Изабель Мундри, André Werner, Хосе Мария Санчес-Верду
- 2002 Mark Andre, Jan Müller-Wieland, Charlotte Seither
- 2003 Хая Черновин, Christian Jost, Йорг Видман
- 2004 Фабьен Леви, Иоханнес Мария Штауд, Энно Поппе
- 2005 Sebastian Claren, Philipp Maintz, Михел ван дер Аа
- 2006 Йенс Йонеляйт, Alexander Muno, Атанасия Цану
- 2007 Викинтас Балтакас, Markus Hechtle
- 2008 Дитер Амман[англ.], Мартон Иллеш, Wolfram Schurig
- 2009 Франческо Филидеи, Мирослав Срнка, Lin Yang
- 2010 Пьерлуиджи Биллоне, Арнульф Херрман, Оливер Шнеллер
- 2011 Steven Daverson, Эктор Парра, Hans Thomalla
- 2012 Люк Бедфорд, Зейнеп Гедизлиоглу, Ulrich Alexander Kreppein
- 2013 Давид Филип Хефти, Сами Мусса, Marko Nikodijevic
- 2014 Simone Movio, Brigitta Muntendorf, Luis Codera Puzo
- 2015 Birke J. Bertelsmeier, Mark Barden, Christian Mason
- 2016 Милица Джорджевич[англ.], Дэвид Хадри, Гордон Кампе[англ.]
- 2017 Михаэль Пельцель, Симон Стеэн-Андерсен, Лиса Стрейх
- 2018 Клара Яннотта[фр.], Тимоти Маккормак, Ориоль Саладригес
- 2019 Эннсли Блэк[англ.], Энн Клир[англ.], Mithatcan Öcal
- 2020 Кэтрин Лэмб[англ.], Франческа Верунелли, Самир Амарух
- 2021 Мальте Гизен[нем.], Мирела Ивчевич, Яир Клартаг
- 2022 Бенжамен Аттаир, Наоми Пиннок, Микель Уркиса
- 2023 Сара Глойнарич, Алекс Пэкстон[англ.], Эрик Вуббельс